# 교향곡 7번 (시벨리우스)
교향곡 7번 다장조 Op. 105번은 핀란드 작곡가 장 시벨리우스의 마지막 교향곡이다. 1924년에 완성된 교향곡 7번은 교향곡 4악장의 표준 형식과 달리 1 악장 교향곡으로 유명하다. 그것은 "완전히 독창적인 형태, 템피를 다루는 데 있어서 미묘함, 키 를 다루는 데 있어서 개별적, 성장에 있어서 완전히 유기적인" 그리고 "시벨리우스의 가장 놀라운 작곡적 성취"로 묘사되었다.
1924년 3월 2일 시벨리우스가 작곡 을 마친 후, 작품은 3월 24일 스톡홀름 에서 "교향적 환상곡"인 판타지아 신포니카 1번으로 초연되었다. 작곡가는 이 작품에 어떤 이름을 붙일지 결정하지 못한 것으로 보이며, 약간의 숙고 끝에 교향곡으로 인정받았다. 1925년 2월 25일에 출판된 악보의 제목은 "교향곡 7번(한 악장)"이었다.
연속적인 단일 악장 교향곡의 개념은 오랜 실험 과정을 거쳐야 도달한 시벨리우스의 하나였다. 1907년에 작곡된 그의 교향곡 3번은 3 악장으로 구성되어 있는데, 이전의 4악장은 3악장과 융합되었다. 최종 결과는 시벨리우스가 1915년에 완성한 교향곡 5번 에서 동일한 아이디어를 사용할 만큼 충분히 성공적이었다. 7번이 처음 언급된 것은 1918년 12월이지만, 그 자료의 출처는 그가 5번을 작업하던 1914년경으로 거슬러 올라간다.
1918년 시벨리우스는 이 교향곡에 대한 자신의 계획을 "삶의 기쁨과 아파시오나토 부분이 있는 활력"을 포함한다고 설명했다. 교향곡은 3악장으로 구성되며 마지막 악장은 "헬레닉 론도"이다. 1920년대 초반에 남아 있는 스케치는 작곡가가 3악장이 아닌 4악장으로 된 작품을 작업하고 있었음을 보여준다. 전체 키는 G단조였던 것으로 보이며 2악장 C장조의 아다지오( Adagio in C Major )는 결국 교향곡을 구성하는 주제에 대한 많은 자료를 제공했다. 단일 악장 교향곡의 첫 번째 남아 있는 초안은 1923년으로 거슬러 올라가는데, 이는 시벨리우스가 이 시점에서 다중 악장 작업을 생략하기로 결정했을 수 있음을 시사한다. 1923년 여름까지 작곡가는 몇 개의 추가 초안을 제작했으며 그 중 적어도 하나는 연주 가능한 상태에 있다. 그러나 교향곡의 끝 부분은 아직 완전히 결정되지 않았다.
1923년에서 1924년으로 접어들면서 시벨리우스는 헬싱키 재단에서 거액의 상금을 수여하고 가족의 생일을 맞이하고 다수의 짧은 피아노 작품을 작곡하는 등 여러 가지 외부 행사로 인해 교향곡 작업에 집중하지 못했다. 그가 교향곡으로 돌아왔을 때 작곡가는 원고지에 글을 쓸 때 손을 안정시키기 위해 상당한 양의 위스키를 순서대로 마셨다고 주장했다.
교향곡은 D장조의 초기 형태로 처음 존재했지만 결국 C장조의 홈 키 에 도달했다. C로 작곡하는 것이 "더 이상 제공할 것이 없다"는 의미가 없는 것으로 여겨졌던 때가 있었다.  그러나 이 교향곡에 대한 응답으로 영국 작곡가 레이프 본 윌리엄스는 시벨리우스만이 C장조를 완전히 신선하게 만들 수 있다고 말했다. Segerstam – Chandos 주기의 시벨리우스 교향곡에서 7번을 쓴 Peter Franklin은 극적인 결말을 "지금까지 있었던 C 장조의 가장 웅대한 축하"라고 부른다.

## 형태
요제프 하이든 시대부터 교향곡의 한 악장은 일반적으로 대략 일정한 템포 로 통일되었다.  다른 키 에서 대조되는 주제를 사용하여 다양성을 얻을 수 있다. 시벨리우스는 이 계획을 완전히 뒤집었다. 교향곡은 C 키로 통일되며(작품의 모든 중요한 구절은 C 장조 또는 C 단조 로 되어 있음), 다양성은 모드, 조음 및 질감의 대조뿐만 아니라 거의 끊임없이 변화하는 템포 에 의해 달성된다. .  시벨리우스는 교향곡 5번의 1악장에서 유사한 작업을 수행했는데, 이는 표준 교향곡 1악장의 요소와 더 빠른 스케르초를 결합한 것이다. 그러나 7번 교향곡은 한 악장 안에 훨씬 더 다양한 다양성을 포함하고 있다.

## 편성
- 2개의 플루트 (중앙 Adagio 동안 둘 다 피콜로로 전환)
- 2개의 보에
- B♭의 2개의 클라리넷
- 2개의 개의 바순
- F의 4개의 호른
- B♭ 트럼펫 3개
- 3개의 트롬본
- 팀파니
- 현악기